# Gnoma zonaria
Gnoma zonaria es una especie de escarabajo longicornio del género Gnoma, tribu Gnomini, subfamilia Lamiinae. Fue descrita científicamente por Linné en 1758.
La especie se mantiene activa durante los meses de febrero y marzo.

## Descripción
Mide 15-37 milímetros de longitud.

## Distribución
Se distribuye por Indonesia y Papúa Nueva Guinea.